# Catalina Figueroa
Catalina Figueroa Fernández (* 28. Januar 2005 in Santiago de Chile) ist eine chilenische Fußballspielerin.

## Karriere

### Vereine
Im Alter von elf Jahren in die Fußballschule des CD Universidad Católica gelangt, spielte Figueroa zuletzt im Jahr 2019 in der B-Jugend. Zur Saison 2020 (Apertura) rückte sie in die erste Mannschaft auf und spielt seitdem in der Primera División, der höchsten Spielklasse im chilenischen Frauenfußball. Im Februar 2022 unterschrieb sie, wie auch Millaray Cortés, ihren ersten Profivertrag mit dem Verein. Im September 2023 wurde ihre bisherige Vertragslaufzeit um zwei weitere Jahre ausgedehnt.

### Nationalmannschaft
Als Nationalspielerin für den FFC kam sie zunächst und bereits als Spielführerin in der U17-Nationalmannschaft zu zehn Länderspielen.
Sie nahm mit ihr an der altersbezogenen Südamerikameisterschaft 2022 in Uruguay teil und wurde in allen vier Spielen der Gruppe A und an allen drei Spielen der Finalrunde eingesetzt. Ihr erstes Turnierspiel in Montevideo wurde mit 1:0 gegen die U17-Nationalmannschaft Ecuadors am 1. März im Estadio Charrúa gewonnen. Ihr letztes Turnierspiel fand am 19. März an selber Spielstätte statt und wurde mit 2:0 gegen die U17-Nationalmannschaft Paraguays gewonnen. Im letzten Gruppenspiel am 9. März erzielte sie beim 3:0-Sieg über die U17-Nationalmannschaft Perus mit dem Treffer zur 1:0-Führung in der 37. Minute ihr erstes Länderspieltor.
Bei der Teilnahme ihrer Mannschaft an der in Indien ausgetragenen Weltmeisterschaft 2022 wurde sie in allen drei Spielen der Gruppe B berücksichtigt. Mit der 1:2-Niederlage im letzten Gruppenspiel gegen die U17-Nationalmannschaft Nigerias zog diese auf Platz 2 in die Finalrunde ein; für sie und ihre Mannschaft war das Turnier damit beendet.
Zwischen den beiden Turnieren kam sie für die U20-Nationalmannschaft einzig am 6. April 2022 in La Calera in der torlosen Begegnung mit der U20-Nationalmannschaft Argentiniens bei der Südamerikameisterschaft im eigenen Land im ersten Spiel der Gruppe A zum Einsatz. Zwei Jahre später wurde sie in allen vier Spielen der Gruppe B eingesetzt.
Nachdem sie im Alter von 17 Jahren für das A-Länderspiel am 22. Februar 2022 gegen die A-Nationalmannschaft Ecuadors in La Calera berufen, jedoch beim 2:1-Sieg nicht eingesetzt worden war, kam sie im Spieljahr 2023 zu ihren ersten beiden Länderspielen für die  A-Nationalmannschaft zum Einsatz – beide endeten mit einer 0:4-Niederlage.
Ihr Debüt gab sie am 17. Februar in North Shore City im Freundschaftsspiel gegen die Nationalmannschaft Argentiniens. Ihr zweites, ebenfalls in Freundschaft ausgetragen, fand gegen die Nationalmannschaft Brasiliens am 2. Juli in Brasília statt. Im Spieljahr 2024 bestritt sie zwei weitere Freundschaftsspiele (5:0 vs. Paraguay am 15. Juli 2024 in Ypané, 0:1 vs. Uruguay am 3. Dezember 2024 in Santiago de Chile). Ihr erstes A-Länderspieltor erzielte sie in ihrem fünften Freundschaftsspiel am 3. Juli 2025 in Santiago de Chile beim 5:0-Sieg über die Nationalmannschaft Boliviens mit dem Treffer zum 4:0 in der 89. Minute. Bei der Teilnahme ihrer Mannschaft an der Copa América 2025 (bis 2010 Südamerikameisterschaft) fand sie im ersten Spiel der Gruppe A beim 3:0-Sieg über die Nationalmannschaft Perus am 12. Juli im Estadio Banco Guayaquil Berücksichtigung.